# Alfred Schumann
Alfred Schumann (* 16. Juni 1902 in Röbel/Müritz; † 10. Mai 1985) war ein deutscher Marineoffizier, zuletzt Flottillenadmiral der Bundesmarine.

## Leben
Schumann trat 1923 in die deutsche Reichsmarine ein. Er fuhr auf dem Linienschiff Hessen, wurde 1926 zum Fähnrich zur See und 1928 zum Leutnant zur See befördert. Von 1929 bis 1930 war er als Kompanieoffizier bei der III. Marineartillerieabteilung in Swinemünde eingesetzt, wo er am 1. Juli 1929 zum Oberleutnant zur See befördert wurde.
Von 1931 bis 1932 war er Wachoffizier auf dem Torpedoboot T 155. Am 1. April 1935 wurde er zum Kapitänleutnant befördert und übernahm das Kommando auf dem Torpedoboot T 157, später auf dem Flottenbegleiter F 6 „Königin Luise“ der 1. Geleitflottille. Nach einem Einsatz als Kompanieführer der 1. Artillerie-Kompanie der II. Marineartillerieabteilung in Wilhelmshaven im Jahr 1937 diente er von 1938 bis 1943 als Artillerieoffizier auf dem Panzerschiff Admiral Scheer. Danach war Schumann in diversen Stäben eingesetzt. Von Februar bis Oktober 1943 diente er als Leiter der Personalabteilung beim Zweiten Admiral der Ostsee und anschließend bis zum Ende des Zweiten Weltkriegs als Generalreferent und Abteilungschef beim Oberkommando der Marine. Am 1. November 1943 wurde er zum Kapitän zur See befördert.
Schumann geriet in britische Kriegsgefangenschaft, aus der er am 16. April 1946 entlassen wurde. Er wirkte von Oktober 1945 bis Februar 1946 als Leiter der Personalabteilung beim Deutschen Minenräumdienst.
Mit Gründung der Bundesmarine trat Schumann in diese ein und war von Oktober 1956 bis September 1960 Leiter der Stammdienststelle der Marine. Von Oktober 1960 bis Mai 1961 war er Leiter der Unterabteilung III Organisation im Führungsstab der Marine (Fü M) im Bundesministerium der Verteidigung. Am 17. März 1961 wurde er zum Flottillenadmiral befördert. Zuletzt war er als Stellvertretender Inspekteur der Marine und Chef des Stabes Fü M bis zu seiner Pensionierung am 31. März 1963 tätig.
Schumann war von 1963 bis 1978 Vorsitzender der Marine-Offizier-Vereinigung. 
1973 war er Mitgründer und Vorsitzender des Deutschen Marine Instituts.